# Peter és Jézus (Family Guy)
A Peter és Jézus (I Dream of Jesus) A Family Guy című amerikai animációs sorozat 112. része (a 7. évad 2, epizódja). Elsőként 2008. október 5-én sugározták az Amerikai Egyesült Államokban, Magyarországon 2010. április 5-én került először adásba. Az epizódot Mike Kim rendezte, a forgatókönyvet Brian Scully írta. Az epizódban Peter Griffin felfedezi, hogy Jézus (epizódbeli eredeti hangja Alec Sulkin) egy lemezboltban dolgozik.
Az epizód eredeti címe utalás az I Dream of Jeannie című televíziós sorozatra. A cselekmény során számos alkalommal elhangzik a The Trashmen „Surfin' Bird” című dala. Vendégszereplőként Chris Cox, Ike Barinholtz, Amanda MacDonald, Niecy Nash, valamint Sulkin, Paris és Perez Hilton is kölcsönözte hangját az epizódban. Az epizód kritikai fogadtatása változó volt. A Nielsen Media Research adatai szerint a Peter és Jézus volt a Fox legnézettebb műsora az eredeti amerikai bemutató estéjén, 8,4 millió nézővel. Seth MacFarlane-t, Peter eredeti hangját Emmy-díjra és Annie-díjra jelölték epizódbeli alakításáért. A Peter és Jézus két másik epizóddal együtt (Út Németországba, Family Gay) kiválasztásra került, hogy a Family Guy-t képviselje a 2009-es 61. Primetime Emmy Awards díjátadón, „kiemelkedő vígjátéksorozat” kategóriában.

## Cselekmény
|  | Alább a cselekmény részletei következnek! |

Peter megszerzi lemezen a "Surfin' Bird" című számot az étteremből, és annyit hallgatja, hogy mindenkinek az idegeire megy. Brian és Stewie megsemmisítik a lemezt, de Peter újra megvenné azt a boltban. Ekkor jön rá, hogy az eladó nem más, mint maga Jézus. Peter megkérdezi, hogy ki vette el tőle a lemezt, és kiderül, hogy Stewie-ék tették tönkre. Közben Jézus a rosszaságaiért börtönbe kerül, elgondolkodik az életéről és miután odaadja Peternek a lemezt, amire vágyott, visszatér a mennybe.